# Floortje Hendriksen
Floortje Hendriksen es una deportista neerlandesa que compitió en vela en la clase Yngling. Ganó una medalla de bronce en el Campeonato Europeo de Yngling de 2008.

## Palmarés internacional
| \| Campeonato Europeo \| Campeonato Europeo \| Campeonato Europeo \| Campeonato Europeo \| \| Año \| Lugar \| Medalla \| Clase \| \| ------------------ \| ------------------ \| ------------------ \| ------------------ \| \| 2008 \| Blanes (España) \| Medalla de bronce \| Yngling \| |                 |                   |         |
| Campeonato Europeo |                 |                   |         |
| Año | Lugar           | Medalla           | Clase   |
| 2008 | Blanes (España) | Medalla de bronce | Yngling |